# Luigi Luise
Luigi Luise, noto anche come Ciano Luise o Luise I (Padova, 8 giugno 1927 – Padova, 3 ottobre 2014), fu un giocatore e allenatore di rugby a 15 nonché uno tra i primi giocatori italiani di rugby a 13, condizione che gli valse la squalifica da parte della Federazione Italiana Rugby.
Militante nel Petrarca fino al 1956 nel XV, fu tra i pionieri tredicisti in Italia negli anni che seguirono

## Biografia
Luigi Luise era primo di cinque fratelli tutti dediti allo sport: Roberto, il più noto della famiglia, e Renato, come lui nel rugby, e Leone e Paolo nella pallavolo.
Entrò nel 1946 nel ruolo di terza ala nell'A.R. Padova, precursore del Petrarca, squadra in cui confluì l'anno successivo e in cui rimase fino al 1956.
Nel corso della sua carriera evolvette da terza ala a tre quarti centro e, successivamente, tre quarti ala.
Debuttò per l'Italia nel marzo 1955 all'Arena di Milano contro la Germania Ovest e un mese più tardi fece parte della prima selezione italiana in assoluto a esibirsi a Twickenham, nell'occasione contro London Counties.
L'ultima presenza in azzurro è del 1958 a Napoli contro la Francia.
Dopo la mancata vittoria in campionato dello scudetto, lasciò il rugby a 15 per passare al XIII che, stante la sua natura di disciplina professionistica, gli procurò la squalifica da parte della Federazione Italiana Rugby.
Da tredicista fece parte dell'Italia che incontrò l'Australia in tour all'inizio del 1960, a Padova e Treviso, con una meta.
Dopo il ritiro dall'attività agonistica continuò il suo lavoro di impiegato all'INAIL e allenò per 10 anni il Mirano; è morto a 87 anni nel 2014. Viveva con moglie e tre figli.